# Makhaleng
Makhaleng – rzeka w zachodniej części Lesotho. Bieg zaczyna w górach Maloti, skąd płynie na południowy zachód. Przepływa przez miejscowości Molimo-Nthuse, Makhaleng, Ramabanta i Quaba. Uchodzi do rzeki Oranje na południowo-zachodniej granicy z RPA. Doliną tej rzeki można dostać się do kilku górskich przełęczy, szczególnie do God Help Me Pass oraz Gates of Paradise Pass.